# Geranomyia irrorata
Geranomyia irrorata is een tweevleugelige uit de familie steltmuggen (Limoniidae). De soort komt voor in het Afrotropisch gebied en is beschreven door Séguy.